# William Dandridge Peck
Pour les articles homonymes, voir Peck.
William Dandridge Peck est un  naturaliste américain, né le 8 mai 1763 à Boston et mort le 8 octobre 1822 à Cambridge. Il est considéré comme le premier entomologiste natif des États-Unis.

## Biographie
Il est le fils d’un architecte naval renommé. Il fait ses études à Harvard où il obtient son Bachelor of Arts en 1782. Il travaille un temps dans le commerce mais ne le supportant pas, il se retire dans une petite ferme à Kittery, sur la côte est du Maine, il y passe vingt ans dans la solitude. C’est la lecture du Systema Naturae de Carl von Linné (1707-1778) qui l’aurait incité à s’intéresser à l’histoire naturelle. Autodidacte, il se forme à l’étude des plantes, des oiseaux, des poissons et des insectes. En 1794, il fait paraître le premier article de systématique d’Amérique : il y décrit quatre poissons pêchés près de Piscataqua dans le New Hampshire. Il fait paraître son premier article sur les insectes en 1796. Il s’agit d’une étude d’un ravageur, Paleacrita vernata, qui lui vaut un prix de 50 dollars et une médaille d’or de la Société de promotion de l’agriculture du Massachusetts.
Peck correspond avec le Britannique William Kirby (1759-1850). En mars 1805, il devient le premier professeur d’histoire naturelle à Harvard. Il part étudier la botanique en Europe et passe trois ans en Grande-Bretagne, en France et, surtout, en Suède. Il décrit peu d’espèces et s’intéresse beaucoup aux questions appliquées de l’entomologie.
Il est l’un des fondateurs de l’American Antiquarian Society (1812), membre de l’American Academy of Arts and Sciences, de l’American Philosophical Society, etc.

## Source
- Edward Oliver Essig (1931). A History of Entomology. Mac Millan (New York) : vii + 1029 p.